# 交響曲第4番 (ブルックナー)
アントン・ブルックナーの交響曲第4番変ホ長調『ロマンティック』（ドイツ語: Die Romantische）は、1874年にその第1稿が完成した交響曲。「ロマンティック」というタイトルと比較的親しみやすい曲想、ブルックナーの作品としては演奏時間もそれほど長くない、といった理由から演奏頻度が高い。

## タイトルについて
ブルックナー自身がこの交響曲を「ロマン主義的（独: Die Romantische ディー・ロマンティシェ）」と称したのは完成後であり、1876年以降の書簡でこの交響曲をそう呼んでいる。英語では「Romantic ロマンティック」と訳され、これが日本語でのタイトルとしても一般的に用いられている。CD・実演に際しても、これらのタイトルがしばしば添えられる。

## 作曲の経緯、出版の経緯、各稿・版の評価について

### 作曲の経緯
1874年1月2日に作曲を開始し、同年11月22日に書き上げられた。（第1稿、または1874年稿）。
その後、1877年10月12日のヴィルヘルム・タッペルト宛の手紙でこの交響曲の全面的見直しの考えを述べている。1878年1月18日からその改訂作業に着手し、特に第3楽章は全く新しい音楽に置き換えた。この改訂作業は1878年11月に完成した（1878年稿）。この1878年稿の第4楽章は、"Volksfest"（「国民の祭典」「民衆の祭り」等と訳される）と呼ばれることがある。
引き続き1880年、第4楽章を大幅に修正した。この時点で完成されたものが第2稿、または1878/1880年稿と称している。
1881年にはウィーン初演がハンス・リヒターの指揮で行われた。ブルックナーはリハーサルの際に感激し、リヒターに「これで1杯やってくれ」と1ターラー銀貨を握らせた（ビール1杯どころかその数十倍の価値）。リヒターはその銀貨を思い出の品として時計の鎖につけて大切に取っておいたという。
1886年にはアントン・ザイドルによるニューヨーク初演のために、わずかな改訂が加えられた。この時点のものを第2稿、または1878/1880年稿と称することもある。
その後1887年から1888年にかけて、弟子たちがブルックナー監修のもと改訂を施した（第3稿、または1888年稿）。第1楽章・第4楽章はフェルディナント・レーヴェが、第2楽章はヨーゼフ・シャルクが、第3楽章はフランツ・シャルクがそれぞれ担当したと言われる。下記のとおり、最初に出版されたものがこの稿であったため、またこの稿が長らく否定的に評価されてきたこともあり、「初版」「レーヴェ版」「改訂版」「改竄版」と呼ばれる、あるいは同義にとられることもあった。加えてこの譜面にはブルックナーの承認のサインがなく、ブルックナー特有のアクセントや強弱もないので、この稿の評価の混乱の一因になっている。

### 出版の経緯
作曲者は1886年時点で、第2稿に基づく楽譜の出版を企てたが、これは実現しなかった。
実際に出版された楽譜としては、1889年に、第3稿に基づく楽譜がグートマン社から出版されたのが最初である。当初はもっぱらこの版でのみこの曲が演奏されていた。 最初に出版されたことから「初版」、後述の原典版に対比する意味で「改訂版」・「改変版」などと呼ばれている。
国際ブルックナー協会校訂による楽譜は、1936年に出版され、その後内容修正のうえ1944年に再出版された。これは第2稿（1878/80年稿、1878年稿の第4楽章を1880年稿で置き換えたもの）に基づくものであった。出版当初は初版との対比もあって「原典版」とも称された。また当時の校訂者の名をとって「ハース版」とも称された。この版の出版にともない、初版での演奏が次第に廃れていった。一時期はこのハース版による演奏が主流であった。同時に「初版＝改竄版」との認識が広まることとなった。なおハース版として広く出版されたのはこの第2稿（1878/80年稿）であったが、実際にはハースの校訂によりそのほかにも、1878年稿の第4楽章も出版され（全集の付録資料として、この楽章のみ）、さらに第3稿（1888年稿）の出版も計画がされていた（これは実現しなかった）。
戦後、国際ブルックナー協会の校訂作業がノヴァークに引き継がれたことにより、それに基づく楽譜が順次出版された。まず1953年には1878/80年稿に基づく楽譜が出版された（ノヴァーク版第2稿）。続いて1874年稿（第1稿）が、1975年にノヴァーク版第1稿として出版された。1878年稿の第4楽章についても1981年に出版された（この楽章のみ）。さらにノヴァーク引退後の2004年には、ベンジャミン・コーストヴェットの校訂により第3稿が出版された（コーストヴェット版第3稿）。

### 各稿・版の評価について
今日よく演奏されるのは、1878/80年稿に基づくハース版またはノヴァーク版第2稿である。1874年稿に基づくノヴァーク版第1稿によるCD録音も複数存在する。1888年稿については「改訂版」に基づくCDが、古い録音で複数存在する。コーストヴェット版第3稿は、初演のライブ録音が残されている。1878年稿による終楽章演奏はほとんど例がなく、全集の余白に（この楽章のみ）CD録音している例が数例ある程度である。

#### 第2稿
ハース版とノヴァーク版第2稿は、本質的には同じものと考えることができるが、参照した資料の違いなどに起因する相違点がある。細かい相違は多いが、顕著な相違点として、以下の2点が挙げられることが多い。
- 第3楽章トリオ冒頭の管弦楽法（主旋律を演奏する楽器が違う＝後述）
- 第4楽章最後（練習番号Z）で回想される第1楽章第1主題の管弦楽法（ノヴァーク版ではホルンが明確に主題を再現する。ハース版は複数の楽器群の組合せで主題が暗示される）

ノヴァークは、1940年代になってコロンビア大学図書館で発見された手書き原稿で行われた小改訂を真正なものであると判断し、校訂譜に反映した。これは、1886年にアントン・ザイドルがアメリカで出版社を世話するという申し出にブルックナーが応えて送られたものである。こうして校訂した第2稿を、ノヴァークは「1886年稿」とは呼ばず、ハース版での呼称「1878/1880年稿」を踏襲した。前述した第4楽章最後（練習番号Z）のハース版・ノヴァーク版の相違は、作曲者による1886年の小改訂の反映に起因すると考えられる。
一方ハース版は1936年にいったん出版しながら、一部内容修正の上1944年に再出版された。この際修正されたのは、第3楽章トリオ冒頭の管弦楽法であり、主旋律を担当する楽器が変更されている。ただしこの部分、自筆稿・ノヴァーク版・さらに1936年のハース版ではいずれもフルートとクラリネットが旋律を演奏しており、1944年のハース版のみが相違を見せる（オーボエとクラリネットが旋律を演奏する）。ハース版の資料根拠が明らかにされていないこともあり、研究者の中には、この部分のハース版に対して疑問を呈する者もいる。

#### 1878年稿
1878年稿において、終楽章は、基本的には第1稿の終楽章の音楽を踏襲し、例えば5連符（第1稿で執拗に用いられていた）を「ブルックナーリズム」または「8分音符を含む4拍子」に変更するなどの改訂を行った。しかしその後1880年に、音楽の展開を全面的に変更した改訂を行い、上記第2稿となった。そのため、終楽章のみ1878年の形態が独立して残され、ハース・ノヴァークとも校訂譜を残した。
この終楽章について、作曲者は最終的に1880年稿（第2稿）の形に改訂したのであるが、研究者の中には「完成度の高い作曲がされているとはいえ、独立した交響詩のようだ。さながら『最後の審判』を描いているようだ。改訂前の1878年稿終楽章の方が、先行楽章にマッチする」という評価を与える人もいる（この評価はノヴァーク版スコア冒頭で紹介されている）。

#### 第1稿
第1稿と1878年稿（第1～3楽章は第2稿）を比較すると、第1稿には、たとえば、旋律・フレーズ単位に要する小節数が非均等、旋律の展開・推移過程が長い、などの特徴がある。第2稿と比較して第1稿を「未整理」「冗長」「筆の赴くまま」などの評価を与える者もいるが、斬新な魅力を見出し評価する者もいる。
第1楽章は主題こそ同一であるが、主題の展開、経過、コーダなど殆どの部分で音楽は異なる。展開部後半に現れるコラール風の美しい楽節はほぼ2稿に受継がれている。また楽章のコーダも大きく異なっている。
第2楽章は副主題部の後半が異なっており、クライマックスへ至る経過部分は全く違う展開を辿る。クライマックスのフレーズは2稿に受継がれている。
第3楽章は「狩りのスケルツォ」とは全く異なる暗い音楽で、トリオの哀愁深い音楽は印象深い。また1稿ではコーダが書かれているのも特徴である。この音楽は、1878年稿作成時に全面的に別の音楽に差し替えられ、2稿の「狩りのスケルツォ」となった。
第4楽章では、出だしは1878稿に引継がれたが1880年の改訂で書換えられた。第2主題は後の版のブルックナー・リズム（2+3連符）ではなく五連符となっており、その後第1ヴァイオリンのみ1小節が4分音符の5連符となる（第199小節から213小節）。第3主題は全く異なっている。その他の主題は同じだが、主題の展開、経過などは一部のフレーズを除き異なっている。コーダは2稿とは全く異なり、長大で交響曲第5番のコラール楽節のように一つの独立した楽節をなしている。最後は弦楽器が8分音符、管楽器が五連符というポリリズムとなり、上記の第2主題と共に演奏は困難である。

#### 第3稿
第3稿について、かつては（ハース版出版後長い間）、ブルックナーの弟子であるフェルディナント・レーヴェが勝手に、曲本来の構成を無視した大幅なカットを伴う改竄を行った版であるとの評価が普及していた。「レーヴェ改竄版」と称され、顧みられない時期が長く続いた。加えてこの譜面にはブルックナーの承認のサインがなく、この稿の評価の混乱の一因ともなっていた。
2004年に、国際ブルックナー協会からコーストヴェット校訂による第3稿が出版されたことを機に、この版の再評価が始まっている。校訂報告の中で、コーストヴェットは、ブルックナーが正当性を与えた稿であると断じている。もっとも前記のとおり、ハース自身もこの稿の出版を計画しており、この時点ですでに、単に改竄版と言うに留まらない評価がなされていたことが伺われる。初版として出版された第3稿と、コーストヴェット版第3稿とは、本質的には同一なものであるが、校訂者は「細部の相違点は膨大な量があった」と報告している。同時に、ブルックナーの承認のサインがないことについても、印刷譜の誤植の多さ等、出版時の混乱に帰着させて説明している。
第2稿と第3稿を比較すると、第3稿では表情が非常に豊富になっているほか、オーケストレーションの相違が随所に見られる。第3楽章は、第2稿では三部形式(スケルツォ主部はソナタ形式)だが、第3稿では主部からトリオへの移行部分が存在するほか、ダカーポ後のスケルツォ提示部がカットされているなど、非均等な三部形式となっている。第4楽章は、第2稿を基準にすると第1主題の再現がカットより回避されている。第4楽章でシンバルが3箇所使われる（1箇所は強奏、2箇所は弱奏）のも特徴的であり、特に楽章最後で弱奏で使われるシンバルはブルックナーの他の交響曲では見られない楽器法である。ブルックナー特有のアクセントの強いスタッカーティシモが単なるスタッカートに、fffのクライマックスがffに弱められたりしていることも、特徴の一つである。
なお、第2稿を用いながら、部分的に第3稿の表情記号やオーケストレーションを合成して演奏している例は、しばしば存在する。これは演奏者独自の判断によるものである。

#### マーラー版
この曲の版問題を語る際に、「マーラー版」が言及されることがある。ゲンナジー・ロジェストヴェンスキー指揮ソビエト国立文化省交響楽団によるブルックナー交響曲全集に収録された（1984年録音、1985年発売）ことで名が知られるようになった。
この録音のCDにロジェストヴェンスキー自身が書いた説明によると、これは1900年1月28日のウィーン・フィルハーモニー管弦楽団定期演奏会のためにマーラーが編曲したものである。当時の出版譜であった第3稿（1888年版）を元にしているが、全体的に大きくカットされ、またオーケストレーションが改変されている。マーラー版の出版譜は存在せず、演奏に使われたパート譜からロジェストヴェンスキーがスコアをまとめて上記録音に使用した。
ただし、そもそもマーラーが他の作曲家の交響曲に対して行った編曲・加筆については、必ずしもマーラーが意図した最終形態であるとは限らない、出版を意図したものではないとの指摘もある。
マーラー版の録音としては、ロジェストヴェンスキーの他にアントン・ナヌートによるものがある。

## 初演
- 1874年稿：1975年9月20日 リンツ。クルト・ヴェス指揮
- 1878/80年稿：1881年2月20日 ウィーン。ハンス・リヒター指揮ウィーン・フィルハーモニー管弦楽団
- 1888年稿：1888年1月22日 ウィーン。ハンス・リヒター指揮ウィーン・フィルハーモニー管弦楽団
- 日本初演は1931年4月24日ヨーゼフ・ラスカ指揮宝塚交響楽団。宝塚大劇場にて。

## 楽器編成
フルート2（1888年稿ではフルート3、ピッコロ持ち替え1）、オーボエ2、クラリネット（B♭管）2、ファゴット2、ホルン（F管）4、トランペット（F管）3、トロンボーン3（アルト、テナー、バス）、チューバ1（1874年稿では使用されない）、ティンパニ、シンバル（1888年稿のみ）、弦5部。
ただし1888年稿では、ホルン・トランペットの調性（移調記譜）は曲中でしばしば変わる。

## 演奏時間
演奏時間は、演奏により差があるが、いくつかの演奏実例を元に、演奏時間を以下のように紹介した例がある。
- 第1楽章＝17-21分程度
- 第2楽章＝14-18分程度
- 第3楽章＝10-11分程度（初稿：12-14分）
- 第4楽章＝19-23分程度

全楽章通して、初稿が約72分で、第2稿が約66分と紹介した例もある。

## 全曲の構成
以下の記述は、最も頻繁に使用される1878/80年稿に基づく原典版（ハース版、ノヴァーク版第2稿）による。既述のとおり、1874年稿では第3楽章スケルツォは全く別の音楽であり、その他の楽章でも多くの違いがある。

### 第1楽章
1878/80年稿：Bewegt, nicht zu schnell（運動的に、しかし速すぎずに）／1874年稿：Allegro
変ホ長調、2/2拍子（2分の2拍子）。ソナタ形式。
3つの主題を持つ。第1主題の冒頭部分で、ブルックナーの得意な弦のトレモロ（これをブルックナーの“原始霧”という）が森林の暗い霧の中を連想させる。ホルンの伸びやかなソロが奏でられ、やがてフルートやクラリネットに確保されつつ経過してゆく。ブルックナー自身によれば、朝に町の庁舎から一日の始まりを告げるホルンを意図しているという。やがて第1主題第2句とも言える、独特な「ブルックナー・リズム」（2+3連音符）が刻まれ、全合奏による頂点を迎える。この第1主題は、全曲にわたって循環主題的に用いられる。第2主題は変ニ長調で小鳥が囀るようなリズムを持つ。この第1ヴァイオリンの音形をブルックナーは「四十雀の“ツィツィペー”という鳴き声」であると説明している。変ト長調で確保され、発展して行くうちにゼクエンツで高揚し、変ロ長調の第3主題がユニゾンで豪放に出る。ただし、この主題は第1主題内において予告されており、いくらか形を変えたものとなっている。コラール風の楽句によって第3主題が遮られると、小結尾に入り第2主題が静かに戻る。半音階の下降動機がヴァイオリンで奏され、ティンパニとトランペットが弱奏される響きの中に提示部が終わる。
展開部ではまず第1主題を中心に展開し、次第に荒々しい雰囲気となる。やがて厳かなコラール（合唱曲風の合奏）が登場し、明るい雰囲気となりつつ再現部に移行する。ほぼ型どおりに再現され、コーダでは第1主題が壮麗に奏でられる。

### 第2楽章
Andante quasi Allegretto
ハ短調、4/4拍子（4分の4拍子）、A-B-A-B-A-Coda のロンド形式。
2回目のAの前半は展開部ともとれる内容で主要主題が展開的に扱われるので自由なソナタ形式とも見ることができるが、3回目のAが長大でコーダと分離されているのでここではロンド形式として扱う。主部はヴァイオリンとヴィオラに導かれてチェロにより主要主題が提示される。主要主題部後半には付点リズムの動機が置かれ、後ほど発展に大きくかかわる。副主題はヴィオラで提示され、後半はクラリネットやフルートの鳥のさえずりが聞こえる。主部の回帰で主要主題が対位法的に扱われて発展する。この短い展開部が終わると、主要主題が元通りの形で現れるが、新たな動機がオーボエにも現れている。副主題もほぼ元通り再現され、主部が回帰する。最後の主要主題部では大きなクライマックスが形成される。これが収まると、コーダとなり、冒頭の落ち着いた雰囲気を取り戻して静かに消えてゆく。

### 第3楽章
Scherzo. Bewegt - Trio. Nicht zu schnell, Keinesfells schleppend
1878年稿
変ロ長調、2/4拍子（4分の2拍子）。
“Bewegt”（運動的に）の速度標語がある。A-B-A の3部形式。俗に「狩のスケルツォ」として知られる楽章である。ホルンの重奏に始まり、金管が一斉に鳴り響く。スケルツォ主部だけでも擬似ソナタ形式ともいえる展開が存在する。
トリオ（中間部）は変ト長調、3/4拍子。“Nicht zu schnell, Keinesfells schleppend”（速過ぎず、決して引きずらないように）という発想標語がある。主題提示部には1番括弧、2番括弧が付いている。木管楽器群が主部とは対照的な、田舎風ののんびりした音楽を展開する。ヴァイオリンに主導されて、変ニ長調－変イ長調－イ長調－変ロ長調へと転調してゆく。木管にレントラー主題が再現されて、休止すると、スケルツォ主部にダ・カーポする。
1874年稿
変ホ長調、3/4拍子。“Sehr schnell”
トリオは変イ長調、3/4拍子。“Im gleichen Tempo”

### 第4楽章
Finale. 1880年稿：Bewegt, nicht zu schnell（運動的に、しかし速すぎずに）／1874年稿：Allegro moderato
変ホ長調、2/2拍子（2分の2拍子）。ソナタ形式。
3つの主題を持つ。全楽章のうち、もっとも規模の大きい(小節数なら第1楽章のほうが大きいが演奏時間は第4楽章が長い)壮大な楽章である。上記の通り、1874年稿、1878年稿と、1880年稿および初版は序奏部が全く異なる。1880年稿ではチェロ＝バスによるドミナントペダルの上に第1主題が暗示されながら、序奏が始まる。第3楽章のスケルツォ主題が回想されるうちに高揚し、第43小節（スコア練習記号A）で第1主題が金管楽器群の力強い合奏により提示される。ここでもブルックナー・リズム（2+3連音符）が第1主題を支配し、やがて第1楽章の第1主題が形を変えて再登場する。ハ短調とハ長調の2つの楽想からなる第2主題は第93小節（スコア練習記号B）から始まり、“Noch langsamer”（やや遅く）という標語がある。第3主題は第155小節（スコア練習記号E）から始まり、強烈な6連音符が第2主題の流れを打ち破る。第183小節から穏やかな小結尾があり、序奏が回帰すると展開部(第203小節～)となる。その後第2主題第2楽句→第1楽句→第1＋3主題→第1主題の順に展開していく。第1主題の展開が終わると、型どおりの再現部となるが第3主題は再現されずにそのままコーダに入る。第477小節（スコア練習記号V）から始まるコーダでは、テンポを大きく落とし、弦楽器群が奏でる6連音符のトレモロをバックに、教会で奏でられるような敬虔なトロンボーンの3重奏がコラール（合唱曲）風に高揚を始める。やがてホルンの高らかな音に引き継がれ、第1楽章の第1主題を歌い上げながら全曲を締めくくる。